# Maia (tresorer)

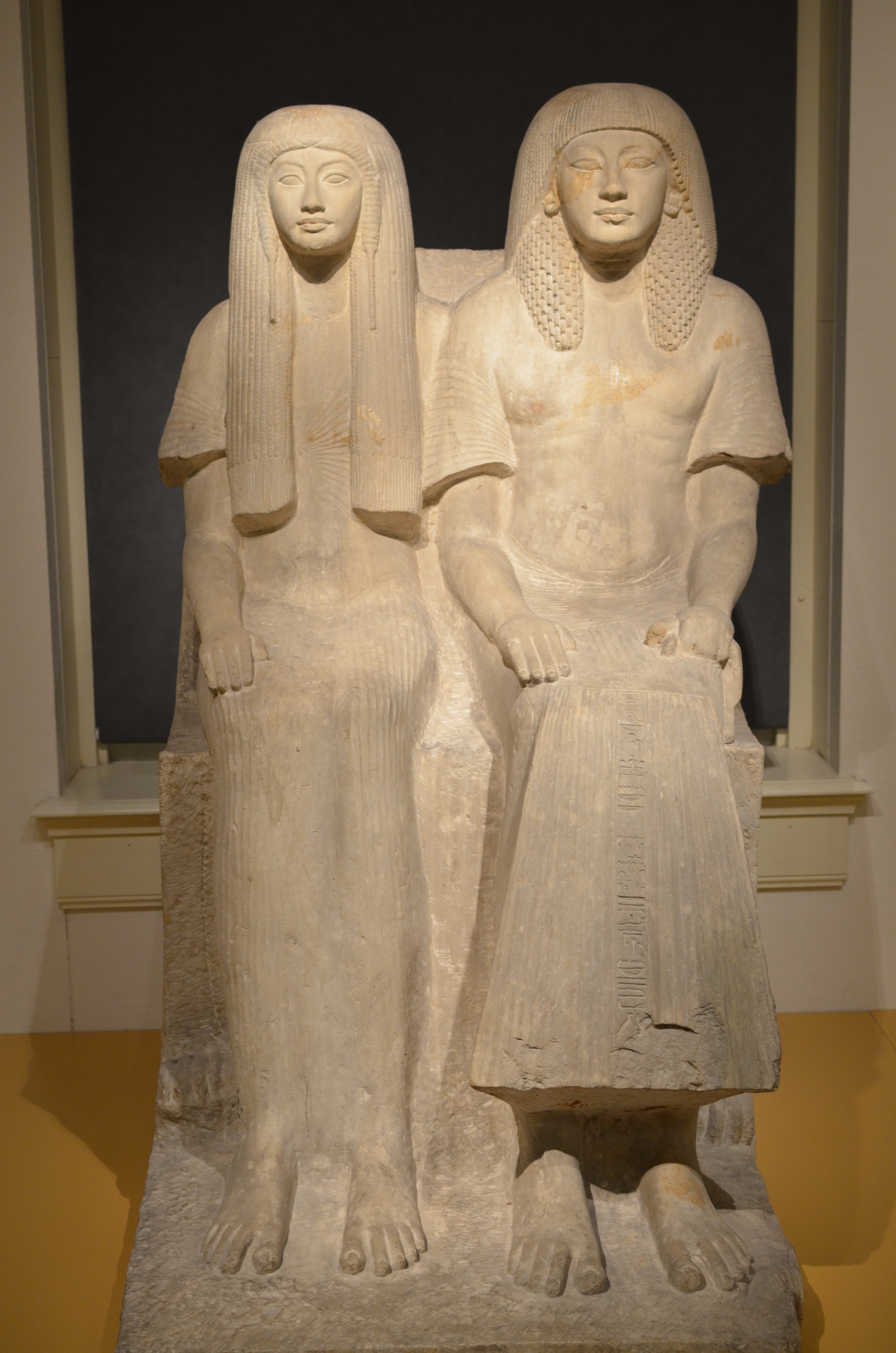
Vista frontal de l'estàtua de Maia i Merit

Maia fou una figura important durant el regnat dels faraons Tutankamon, Ay i Horemheb durant la Dinastia XVIII de l'Antic Egipte. Els títols de Maia eren portador del ventall a la dreta del rei, supervisor del tresor, cap dels treballs de la necròpoli, i director del festival d'Amon de Karnak.

## Biografia
Maia era fill d'un magistrat anomenat Iuy i la seua esposa Weret. Tenia un mig germà anomenat Nahuher, que apareix oficiant ritus fúnebres a la seua tomba, a Saqqara. Maia estava casat amb una dona anomenada Merit, i van tenir dues filles, anomenades Maiamenti i Tjauenmaia.
Els primers anys de la vida i carrera de Maia no són ben coneguts. Degué començar a estar actiu a la fi del regnat d'Amenofis III. Podria ser la mateixa persona que l'escriba reial anomenat Maia testificat en el Palau de Malkata l'any 34 del regnat d'aquest sobirà. Segurament és la mateixa persona que un cortesà anomenat Mai conegut per una tomba d'Al-Amarna durant el regnat d'Akhenaton. El Mai d'Al-Amarna comparteix alguns títols amb Maia, però no era pas tresorer.
Maia, però, és ben conegut des del regnat de Tutankamon. Era llavors el supervisor del tresor, un important alt funcionari, que destacà per restaurar els enterraments d'alguns faraons anteriors de la Vall dels Reis en els anys posteriors a les morts de Tutankamon i Ay. És possible que ell haja deixat escrit un text que aparegué a la tomba de Tutmosis IV, que declara que ha estat cobrat amb la restauració de l'enterrament del rei. Maia hi hauria informat el djati (visir) del Baix Egipte, que vivia a Memfis.
Maia va recaptar impostos i feu altres serveis per a aquests faraons, com ara supervisar la preparació de les seues tombes.
També va regalar un uixebti al dipòsit funerari del rei Tutankamon. I va presentar una figura del rei com a déu Osiris. Tots dos articles documenten que Maia n'era el donant.
Se sap que Maia va viure almenys fins a l'any 8 d'Horemheb, perquè una inscripció esmenta que es va encarregar de la recaptació d'impostos del país sencer i organitzà ofrenes per als déus. És també descrit en la Tomba TT50, d'un sacerdot d'Amon anomenat Neferhotep. Maia apareix entre Horemheb i els visirs, i això indica la seua relació propera al rei.

## Tomba i enterrament
La tomba de Maia, a Saqqara, començà a excavar-la al 1843 l'arqueòleg Karl Richard Lepsius, i els seus impressionants relleus foren copiats en esbossos, i alguns d'ells se'ls emportaren a Berlín. Amb el temps, però, la tomba es va cobrir d'arena, i fou oblidada. El 1975, una expedició conjunta d'arqueòlegs de l'Egypt Exploration Society de Londres i el Rijksmuseum van Oudheden de Leiden, als Països Baixos, va començar una recerca per a redescobrir la tomba, i el 6 de febrer del 1986 la trobaren. En aquesta data, el professor Geoffrey T. Martin, amb el doctor Jacobus Van Dijk, representant del Museu de Leiden, van descobrir la cambra funerària de la tomba subterrània de Maia, a Saqqara, a uns 18 m sota la superfície.
Martin en relata: 
"Vam estar en la foscor total uns 15 minuts. De sobte vam entreveure relleus meravellosos i ens vam sorprendre molt en trobar-nos en l'avantcambra que duia a una cambra funerària. El meu col·lega va mirar una paret inscrita i va dir, Déu meu, és Maia!"
El treball de la primera temporada completa sobre la tomba de Maia a principis del 1987 indicava que la seua tomba era una versió lleugerament més petita de la tomba d'Horemheb, a Saqqara. Un pati obert té una columnata a la banda oest i les portes que duen a tres sostres amb voltes. Un pati interior contenia relleus de molt bona qualitat i una estàtua de Maia i la seua esposa en calcària, originalment policroma. Les cambres funeràries subterrànies estaven enllosades amb calcària i decorades amb relleus que mostren Maia i la seua dona davant dels déus.
Les estàtues de Maia i Merit encara són al Museu Nacional d'Antiguitats de Leiden, als Països Baixos des del 1823.